# Semlower Straße 30 (Stralsund)

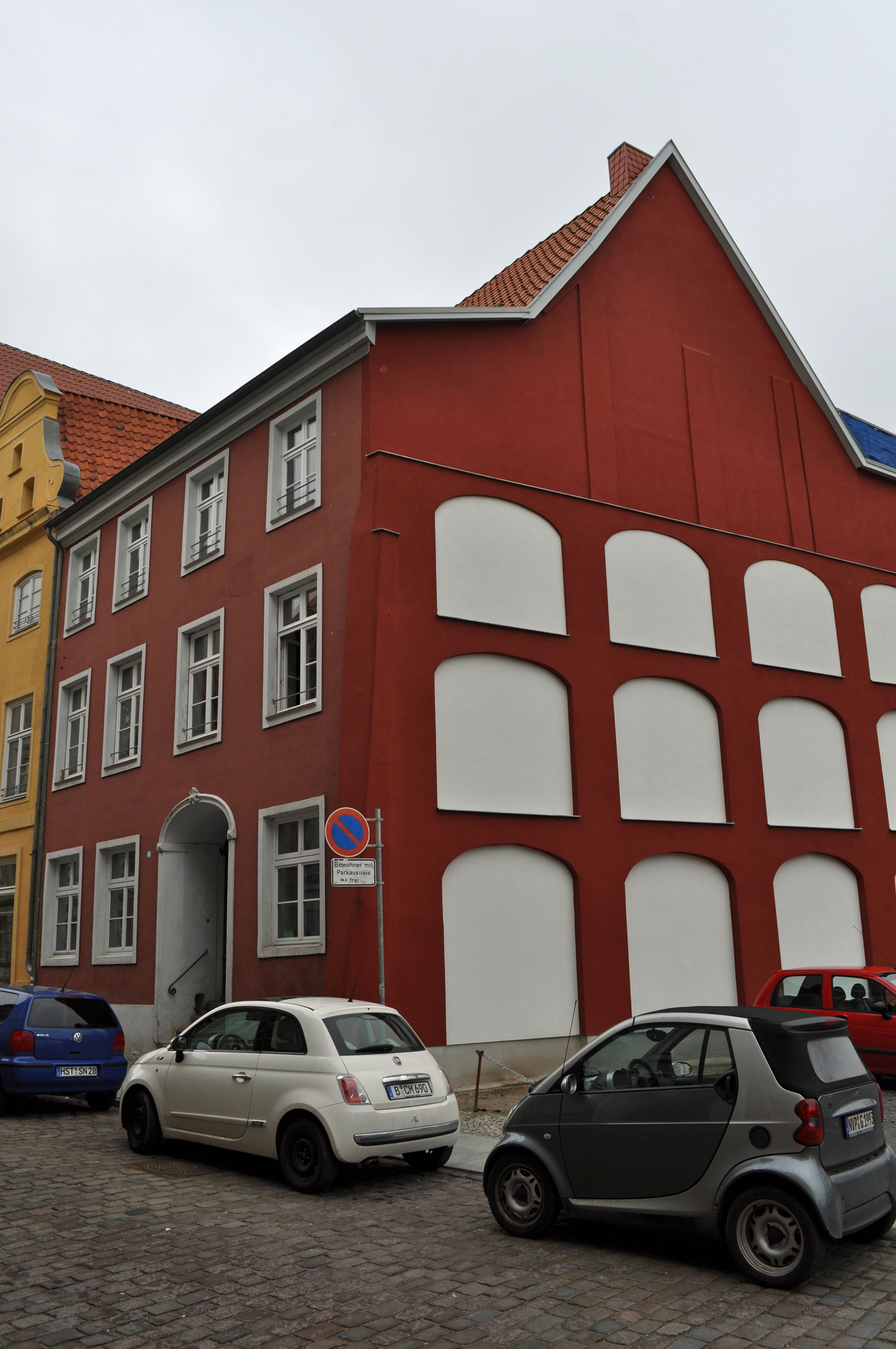
Das Haus Semlower Straße 30 in Stralsund (2012)

Das Gebäude mit der postalischen Adresse Semlower Straße 30 ist ein denkmalgeschütztes Bauwerk in der Semlower Straße in Stralsund.
Der dreigeschossige und vierachsige Putzbau wurde im Jahr 1756 errichtet.
Die Ostwand des Gebäudes wurde nach der Zerstörung des Nachbargebäudes beim Bombenangriff auf Stralsund am 6. Oktober 1944 freigestellt; die Wand mit den Strebepfeilern an der Ecke und den Segmentbogenblenden ist zu großen Teilen mittelalterlich.
Die Haustür im Korbbogen-Portal ist im Original erhalten.
Das Haus liegt im Kerngebiet des von der UNESCO als Weltkulturerbe anerkannten Stadtgebietes des Kulturgutes „Historische Altstädte Stralsund und Wismar“. In die Liste der Baudenkmale in Stralsund ist es mit der Nummer 709 eingetragen.